# Veternik
Veternik (cyr. Ветерник) – wieś w Serbii, w Wojwodinie, w okręgu południowobackim, w mieście Nowy Sad. W 2011 roku liczyła 17 454 mieszkańców.